# Выборы президента Чеченской Республики Ичкерия (1991)
Президентские выборы 1991 года в Чечне прошли 27 октября. Победителем этих выборов был провозглашён Джохар Дудаев. Одновременно прошли выборы в парламент Ичкерии.

## Выборы
17 сентября 1991 г. постановлением Исполкома ОКЧН было указано провести Выборы Президента республики — 19 октября 1991 г. Выборы парламента республики — 27 октября 1991 г. Однако выборы Президента и парламента республики были проведены в один день 27 октября.
В выборах приняли участие 458 144 избирателя (72 % из общего числа 638 608 человек). Согласно официальным заявлениям, 412 671 избирателей (90,1 %) проголосовало за Дудаева. На выборах присутствовали наблюдатели из ряда государств (Грузия, Латвия, Литва, Эстония), а также представители неправительственных организаций других государств, которые не обнаружили серьёзных нарушений в ходе их проведения.
Временный Высший Совет Чечено-Ингушетии и его сторонники объявили выборы президента и парламента самопровозглашенной Чечни сфальсифицированными и отказались признать их итоги. Не признали результаты выборов Совет министров Чечено-Ингушской АССР, руководители предприятий и ведомств, руководители ряда районов ЧИАССР. Политолог Андрей Савельев называет эти выборы инсценировкой. По его словам, в выборах участвовало не более 10 % избирателей. 6 районов автономной республики, население которых не приняло предложенный порядок выборов, были исключены из участия в выборах. Местные СМИ находились под жёстким контролем сепаратистов, которые объявили своих противников «врагами народа». Урны для голосования располагались на одной из центральных площадей Грозного, где проходил митинг ОКЧН. Русскоязычное население не принимало участия в голосовании. Из 360 участков выборы реально проходили на 70. Митинг противников сепаратистов обратился к руководству России с просьбой принять меры по стабилизации обстановки.

## Последующие события
9 ноября 1991 года в здании театра имени Лермонтова в Грозном прошла церемония инаугурации президента. Первым указом вновь избранного президента стал указ о государственной независимости Чеченской Республики, которая, однако, никем не была признана. Сторонники Дудаева блокировали здания МВД и расположение полка внутренних войск в Грозном. На следующий день они произвели вооружённый захват зданий силовых министерств и ведомств, разоружили воинские части, блокировали военные городки, железнодорожные и авиационные перевозки. ОКЧН обратился к проживающим в Москве чеченцам с призывом «превратить столицу России в зону бедствия».
2 ноября Съезд народных депутатов России отказался признать результаты выборов. Была предпринята попытка ввести на территории Чечено-Ингушетии чрезвычайное положение, но эта попытка не увенчалась успехом. В следующем году из республики были выведены российские войска. В 1994 году началась первая чеченская война.